# خوان کارلوس رساس سالگادو
خوان کارلوس رساس سالگادو (اسپانیایی: Juan-Carlos Rozas Salgado‎؛ زادهٔ ۵ مهٔ ۱۹۶۳) دوچرخه‌سوار اهل اسپانیا است. وی در مسابقات تور دو فرانس شرکت کرده است.